# As Aventuras de Tom Sawyer (1938)
The Adventures of Tom Sawyer (bra/prt: As Aventuras de Tom Sawyer) é um filme norte-americano de 1938, dos gêneros aventura e comédia, dirigido por Norman Taurog, George Cukor e William A. Wellman, com roteiro de John V.A. Weaver e Marshall Neilan baseado no romance 'The Adventures of Tom Sawyer, de Mark Twain.

## Produção
Clássico da literatura infantojuvenil, The Adventures of Tom Sawyer, de Mark Twain, foi filmado várias vezes, antes e depois desta produção de 1938 -- 1907, 1917, 1930, 1973 (duas vezes!), 1995 etc --, mas esta versão é considerada a melhor. Ela pode, inclusive, ser vista como um ensaio para Gone with the Wind, que o produtor David O. Selznick realizaria no ano seguinte, tendo em vista as semelhanças de época (em que a ação transcorre), figurinos, esquema de cores e desenho de produção (este, a cargo de William Cameron Menzies em ambos os filmes).
Todos os principais episódios do livro estão presentes: a caiação da cerca, Tom resgatando Becky da ira do professor Dobbins, os fugitivos Tom e Huckleberry Finn assistindo o próprio funeral, o assassinato no cemitério, o julgamento do alcoólatra Muff Potter (em que Tom acusa Injun Joe) e o clímax nas cavernas, uma sequência unanimemente aplaudida pela crítica.

## Sinopse
No Missouri de 1850, Tom Sawyer é um menino que vive com a Tia Polly, e seu meio-irmão Sid. Tom faz todas as estrepolias que se espera de uma criança e até se apaixona por Betty Thatcher, que acabou de chegar à cidade. Depois, junto com Huck Finn, filho do vagabundo Pap Finn, ele testemunha Injun Joe matar o Doutor Robinson no cemitério. Com medo de Injun Joe, os dois fogem para uma ilha, mas retornam quando são dados como mortos. Quando tem início o julgamento pelo assassinato do doutor, em que o réu é Muff Potter, eles incriminam Injun Joe. Em seguida, Tom resolve fazer um piquenique com Betty nas famosas Cavernas McDougal, onde são perseguidos por Injun Joe, que fugira da corte.[carece de fontes?]

## Prêmios e indicações
| Prêmio             | Categoria               | Recipiente               | Situação                    |
| ------------------ | ----------------------- | ------------------------ | --------------------------- |
| Oscar 1939         | Melhor direção de arte  | Lyle Wheeler             | Indicado                    |
| Festival de Veneza | Troféu Partido Fascista | Melhor filme estrangeiro | Venceu[carece de fontes?]   |
| Festival de Veneza | Troféu Mussolini        | Melhor filme estrangeiro | Indicado[carece de fontes?] |

## Elenco
| Ator/Atriz        | Personagem       |
| ----------------- | ---------------- |
| Tommy Kelly       | Tom Sawyer       |
| May Robson        | Tia Polly        |
| Walter Brennan    | Muff Potter      |
| Victor Jory       | Injun Joe        |
| Ann Gillis        | Becky Thatcher   |
| Donald Meek       | Inspetor escolar |
| David Holt        | Sid Sawyer       |
| Jackie Moran      | Huckleberry Finn |
| Nana Bryant       | Senhora Thatcher |
| Olin Howland      | Professor Dobbs  |
| Charles Richman   | Juiz Thatcher    |
| Victor Kilian     | Xerife           |
| Marcia Mae Jones  | Mary Sawyer      |
| Mickey Rentschler | Joe Harper       |
| Cora Sue Collins  | Amy Lawrence     |
| Philip Hurlic     | Jim              |